# Epitheca bimaculata
Epitheca bimaculata (Charpentier, 1825) je vrsta vilinskog konjica koja pripada porodici Corduliidae. Srpski naziv vrste je Dvopegi prolećni konjić.

## Opis vrste
Ova vrsta je velikih dimenzija i dobar letač, najčešće se može videti kako krstari iznad otvorene vode i retko sedi na grančicama. Epitheca bimaculata, jedina Evropska vrsta ovog roda (mnogo češća u Japanu i Severnoj Americi) je plašljiva, braonkasta kordulida sa izraženim oznakama na krilima i bez zelene metalik boje po telu. Dužina abdomena je od 37 do 47 mm, zadnjeg krila od 36 do 44 mm a dužina tela od 55 do 65mm.
Veća je od bilo koje druge vrste familija Corduliidae i Libelllulidae. Za razliku od drugih vrsta ove familije, telo joj je braon, crno i žuto, bez metalik odsjaja i kada se potpuno razviju oči su im sivkasto plavo-zelene pre nego jarko zelene kao kod ostalih Corduliidae. Lice je žuto sa crnim labrumom i fronsom. Toraks je braon-žut sa jakim crnim šarama. Krila su bledo žućkasto braon obojena sa velikim tamno braon delovima u bazi zadnjih krila. Abdomen je u obliku šila kod mužjaka, širok u bazi ali terminalno veoma vitak, crno obojen sa žućkastom bazom, segmenti od 3. do 8. (S9 i ponekad S10 kod ženki) crni sa žutim do narandžasto-braon lateralnim tačkama. 
Trbuh mužjaka je crn sa nizom oker tačaka sa bočne strane. Kod ženki su oker tačke krupnije i trbuh nešto masivniji. Trbuh mladih jedinki je oker sa crnom linijom duž celog tela. Pterostigma je izdužena i tamna. Ovu vrstu uglavnom  srećemo kako leti ili lebdi nisko iznad vode i često daleko od obale.
Nervatura krila je slična vrstama roda Cordulia i Somatochlora. Noge su im mnogo duže nego kod vrsta roda Libellula, zadnji par nogu u opruženom položaju doseže do šestog segmenta abdomena.
Iako ima tipične karakteristike za familiju Corduliidae, izgledom veoma podseća na Libellula quadrimaculata i L.fulva (nepruinozna) ali obe ove vrste su izrazito manje i ostaju bliže ivici vode, lete nisko i često sede na grančicama.
Zbog svojih većih dimenzija i neprekidnog leta iznad vode dalje od kopna, E. bimaculata se najbolje može posmatrati dvogledom. 

## Stanište
E. bimaculata naseljava mala i duboka mozotrofična ili eutrofična jezera, sa više potopljene i plutajuće vegetacije, ribom, delimično ili potpuno okružena drvećem i žbunjem, kao što su šumska jezera, ribnjaci, šljunkare i rečne okuke. 

## Biologija vrste
Teritorijalni mužjaci lete iznad otvorene vode stalno i uporno, brzo i pravolinijski, retko bliže od 3 m do obale, 30-50 cm iznad vode. Corduliidae koje se javljaju uz ovu vrstu imaju dugotrajne patrole međutim lete dosta bliže vodenoj površini i uz obalu. Dok je u potrazi za odgovarajućim mestom za poleganje jaja, ženka ih čuva ispod zakrivljenog abdomena. Jaja u vidu želatinozne niti izbacuje u letu na flotantnu vegetaciju.
Sezona leta vrste E. bimaculata je od sredine maja do kraja juna, a u severnijim delovima areala od sredine juna do avgusta. 

## Životni ciklus
Parenje ove vrste se odvija u vazduhu. Nakon parenja ženke polažu jaja u vodu. Larveno razviće ima više stupnjeva. Kada sse završe svi stupnjevi larve izlaze iz vode i eklodiraju. Svoju egzuviju ostavljaju na priobalnim biljkama.

## Galerija
- Stara ženka